# Samuel Ayorinde
Samuel Ayorinde (Lagos, 20 ottobre 1974) è un ex calciatore nigeriano, di ruolo attaccante.

## Carriera

### Club
Ha giocato nella massima serie finlandese, in quella gallese, in quella tunisina, in quella svedese, in quella cinese e in quella indonesiana.

### Nazionale
Tra il 1998 e il 2003 ha giocato due partite con la nazionale nigeriana.

## Statistiche

### Cronologia presenze e reti in nazionale
| Cronologia completa delle presenze e delle reti in nazionale ― Nigeria | Cronologia completa delle presenze e delle reti in nazionale ― Nigeria | Cronologia completa delle presenze e delle reti in nazionale ― Nigeria | Cronologia completa delle presenze e delle reti in nazionale ― Nigeria | Cronologia completa delle presenze e delle reti in nazionale ― Nigeria | Cronologia completa delle presenze e delle reti in nazionale ― Nigeria | Cronologia completa delle presenze e delle reti in nazionale ― Nigeria | Cronologia completa delle presenze e delle reti in nazionale ― Nigeria |
| Data                                                                   | Città                                                                  | In casa                                                                | Risultato                                                              | Ospiti                                                                 | Competizione                                                           | Reti                                                                   | Note                                                                   |
| ---------------------------------------------------------------------- | ---------------------------------------------------------------------- | ---------------------------------------------------------------------- | ---------------------------------------------------------------------- | ---------------------------------------------------------------------- | ---------------------------------------------------------------------- | ---------------------------------------------------------------------- | ---------------------------------------------------------------------- |
| 4-10-1998                                                              | Ouagadougou                                                            | Burkina Faso                                                           | 0 – 0                                                                  | Nigeria                                                                | Qual. Coppa d'Africa 2000                                              | -                                                                      |                                                                        |
| 20-8-2003                                                              | Tokyo                                                                  | Giappone                                                               | 3 – 0                                                                  | Nigeria                                                                | Amichevole                                                             | -                                                                      | 44’                                                                    |
| Totale                                                                 |                                                                        | Presenze                                                               | 2                                                                      |                                                                        | Reti                                                                   | 0                                                                      |                                                                        |